# Anhydride mellitique
L'anhydride mellitique est un composé organique de formule brute C12O9. C'est l'anhydride de l'acide mellitique.
L'anhydride mellitique est un oxyde de carbone. C'est un solide blanc sublimable apparemment obtenu par Justus Liebig et Friedrich Wohler en 1830 pendant leur étude de la mellite (pierre miel), auquel ils assignent la formule C4O3,,. La formule du composé a été correctement caractérisée en 1913 par Hans Meyer et Karl Steiner,.
Le cycle benzénique de ce composé conserve  son caractère aromatique,.

## Structure
L'anhydride mellitique cristallise dans le système cristallin cubique, groupe d'espace Pa3 (no  205) avec comme paramètre de maille  a = 1013,84 ± 0,05 pm et un nombre d'unités par maille, Z = 4. Les molécules d'anhydride mellitique ne sont pas planes dans le cristal, elles prennent la forme d'une hélice peu marquée ayant une symétrie D3 approximative. Cette non-planarité est attribuée aux interactions nucléophiles-électrophiles entre les atomes d'oxygène des cycles à cinq chaînons et les atomes de carbone des carbonyles. En raison du désordre, les deux types de longueur de liaison C-C internes au cycle benzénique de l'anhydride mellitique,  non équivalentes, ne peuvent être résolues.